# Lega Neomalthusiana
La Lega Neomalthusiana (in olandese Nieuw-Malthusiaanse Bond, nota anche con l'acronimo NMB) fu un'associazione olandese fondata il 2 novembre 1881. La lega si proponeva di contrastare le conseguenze negative che, a suo avviso, derivavano dalla sovrappopolazione, promuovendo il controllo delle nascite. A differenza di Thomas Malthus stesso, sosteneva l'uso di metodi contraccettivi (neo-malthusianesimo) sotto il motto Non quantitas sed qualitas (non la quantità, ma la qualità).
La Lega Neomalthusiana promuoveva il miglioramento della razza umana (eugenetica) e forniva mezzi contraccettivi per contrastare quella che percepiva come la sovrappopolazione dei Paesi Bassi. Jan Rutgers (1850–1924) fu presidente della lega fino al 1919. Medico di base, si batté per un divieto di riproduzione per la popolazione impoverita e teneva a Rotterdam un ambulatorio per la regolazione delle nascite. Fino al 1920, Rutgers istruì persone senza formazione medica affinché fornissero assistenza contraccettiva. Negli anni trenta sorsero nei Paesi Bassi alcuni "consultori per la vita matrimoniale e sessuale". Il primo consultorio ad Amsterdam venne intitolato ad Aletta Jacobs. Il secondo, a Rotterdam, portò il nome di Rutgers.
Nel 1940 la Lega Neomalthusiana venne sciolta. Dopo la Seconda guerra mondiale, nel 1946, l'associazione riprese l'attività con il nome di Nederlandse Vereniging voor Seksuele Hervorming (NVSH). La Lega Neomalthusiana è anche all'origine della Fondazione Rutgers, che nel 1969 si separò dalla NVSH.
La lega non fu priva di controversie. Nell'aprile 1938, alla Vinkenburgstraat di Utrecht, venne inaugurata una mostra allestita dalla Lega Neomalthusiana. Il giorno prima dell'apertura, le vetrine furono imbrattate con della vernice. Pochi giorni dopo, l'esposizione fu chiusa.